# 電機メーカー
電機メーカー（でんきメーカー）は、家電と呼ばれる軽電製品（テレビ、洗濯機、電気調理器具、空調機器、照明、デジタルカメラなど）や重電製品（発電機、変圧器、電池などの電力設備）、コンピュータ製品・オフィス機器（スマートフォン、パーソナルコンピュータ、サーバ、プリンター、コピー機）、医療機器（MRIやCTなど）、電子部品（LSIなどの半導体、モーターなど）、産業用電気製品（産業用電動機、産業用ロボットなど）、電動輸送機器（電車、昇降機など）、自動車や船舶用の電子機器、航空宇宙機（民間用航空機、人工衛星、宇宙探査機、ロケットなど）用の電子機器、兵器（軍用機、ミサイルなど）用の電子機器等、これらの電気製品をどれか一つでも手掛けている製造業（メーカー）である。電機とは電気機械の略である。

## 概説
電機メーカーの製品は、最終製品か部品（中間財）か、個人消費者向けか企業や社会インフラ向けか、などの分類ができる。また、その製造形態においては、垂直統合と水平分業といった区別ができる。製造業は第三次産業と違い、製品が「見える」ことから、家電製品や自動車など消費者がよく目にする製品のメーカーは一般における認知度が高い。しかし産業用設備や電子部品の製造業者になると、たとえ世界市場におけるシェアがトップクラスであっても一般の認知度が低い。上述の製品のうち多くの分野を手掛けているものは、総合電機メーカーといい、主に家電製品を手掛けているメーカーは家電メーカーと呼ばれる。さらに、電力機器メーカー（重電メーカー）や電子部品メーカー、その他の電機製品を手掛けるメーカーなどが存在する。
電力産業は、電球の発明によりガス灯を置き換えるべく、19世紀に始まった。これ以降、様々な電機製品が発明されていくことになった。 蓄音機はその初期の発明であり、続いて電話やラジオ、テレビの送受信機が開発された。また20世紀に入ると、様々な家電製品が発明された。最初のデジタル・コンピュータは1940年代に開発され、1990年代にはパソコンが一般に広く普及するようになった。21世紀に入って、電機製品の多くは電子機器によってデジタル制御されている。2010年代には、インターネットにつながるIoT、またOSやAIを搭載したスマート◯◯がバズワードとなっている（機械化→電化→デジタル化→ネットワーク化・スマート化の流れ）。このため、近年では、家電やコンピュータ製品だけでなく、自動車や重工業も電化、プログラム化されてきているため、電機メーカーやソフトウェアメーカーの範囲が拡大してきている（多くの製造業が電機・ソフトウェアを扱っていると言える）。
大学や企業研究所の基礎研究の成果を製品化につなげるには様々なノウハウの蓄積が求められる。要素技術を地道に積み上げ、生産ラインを改善し、不良品率を減らし、安定した品質・性能の製品を量産し、企業の収益につなげるには、基礎研究とは違った難しさがある（死の谷も参照）。

### 電機業界と自動車業界
幅広い製品の製造や研究開発などの視点から多額の資金および多数の従業員が必要なため、自動車メーカーと並び一般に非常に大規模な企業が多い。日本企業（全業種）の連結従業員数で上位企業の多くを自動車メーカーと電機メーカーが占める。こういった点からも日本の基幹産業であるという事実がうかがえる。ここで従業員とは、正社員だけでなく、契約社員・嘱託社員・派遣社員・パートタイマー・アルバイトなどの非正社員も含んだ企業の全被雇用者を言う。
日本において理工系の花形であった両業界だったが、日本の電機業界は失われた10年ののち著しく衰退している。日本企業は元来、自動車のように各部品間や各組織・工程間で密接に連携・協業しながらトータルな競争力を発揮する製品造りが得意であるが、逆に製品の設計思想がオープンでモジュール化したモノは不得意、などといわれる。

## 歴史
電気産業の歴史は、150年ほど昔に遡ることができる。19世紀後半にトーマス・エジソンが電球や発電所・電線などの送電システムを発明し、電気産業が誕生した。日本では、明治維新により欧米の制度や技術導入を国策（脱亜入欧）とした明治時代、1882年に東京で初めての電灯が灯された。東芝などこの頃に創業された企業も存在する。
戦前には電話やラジオなどの送受信機も作られ、1925年にはシャープが日本で初めてのラジオを発売した。戦後、日本の電機メーカーは白黒テレビ・洗濯機・冷蔵庫といった「三種の神器」や、「3C」と称された自動車・クーラー・カラーテレビなどを生産し、人々の生活と高度経済成長を支えてきた。1970年代以降も、日本の電機メーカーは欧米と比べ安い為替や長い労働時間を背景にした高い品質保証力・技術開発力を活かし、テレビ、ビデオデッキ、半導体など、様々な分野で世界トップの売上高を誇っていた。
しかし1990年代頃より日本の電機メーカーは急激に衰退し、米国と東アジアの企業にシェアを奪われていき、各社は事業譲渡に迫られることとなった。

## 世界の電機メーカー
製品の設計のみを自社で行い、製造は外部に委託するファブレス企業も含む。

### アメリカ
- ゼネラル・エレクトリック (GE) 《売上高 約1500億ドルを誇る 世界最大の電機メーカー》
- エマソン・エレクトリック
- ウェスティングハウス・エレクトリック (WE)
- ワールプール・コーポレーション
- キヤリア
- オーチス・エレベータ
- ジョンソンコントロールズ
- ハネウェル
- ロックウェル・オートメーション
- モトローラ・ソリューションズ
- HP Inc.
- ヒューレット・パッカード・エンタープライズ (HPE)
- IBM
- Apple
- デル
- オラクル（サーバ製品）
- ネットアップ
- アジレント・テクノロジー
- インテル（世界最大の半導体メーカー）
- アドバンスト・マイクロ・デバイセズ (AMD)
- テキサス・インスツルメンツ
- ブロードコム
- オン・セミコンダクター
- サンディスク
- シーゲイト・テクノロジー
- NVIDIA
- クアルコム
- マイクロン・テクノロジ
- マイクロチップ・テクノロジー
- シスコシステムズ
- アバイア
- ゼロックス
- ウェスタン・デジタル
- Stratasys
- コンチネンタル・エレクトロニクス
- ボーズ
- VIZIO
- GoPro
- ガーミン
- レックスマーク
- マイクロソフト（家庭用ゲーム機、タブレットPC、サーバなど）
- グーグル（Pixel, Fitbit, Nest, Google Homeなど）
- Amazon.com（Amazon Kindleなど）
- テスラ（電気自動車）
- ゼネラル・モータース（電気自動車）
- リヴィアン（電気自動車）

### 日本
説明量が膨大なので、下に設けた独立節 #日本の電機メーカーで解説

### 韓国
- LG電子（世界最大のテレビメーカー）
- サムスン電子（世界最大のスマートフォン、メモリマーカー）
- ヒュンダイ
- SKハイニックス

### 台湾
- HTC
- ASUS
- 鴻海精密工業
- TSMC
- UMC
- AUO
- エイサー
- 燦坤実業 (EUPA)
- 東元電機
- MediaTek
- 大同公司
- 士林電機 (三菱電機グループ)

### 中国
- 海爾集団公司
- 聯想集団
- 美的集団
- 海信
- 華為技術
- 中興通訊
- 小米科技
- 歩歩高（傘下のVivoとOppoブランドを合わせると世界二位のスマートフォンメーカー）
- DJI

### インド
家電
- Blue Star
- Godrej
- Onida
- Voltas

その他
- Havells
- Crompton Greaves
- バーラト重電機（BHEL） - 国営
- Bharat Bijlee

### ドイツ
- シーメンス (SIEMENS)
- ブラウン（日本ではコーヒーメーカーやシェーバーなどで有名）
- ミーレ
- リープヘル（建機主体だか家電製品も製造）
- オスラム
- グルンディッヒ
- ケルヒャー
- コンチネンタルAG
- テレフンケン
- ロバート・ボッシュGmbH
- インフィニオン・テクノロジーズ

### フランス
- シュナイダーエレクトリック
- グループセブ
- テクニカラー
- アルストム
- フラマトム

### オランダ
- フィリップス（日本ではコーヒーメーカーやシェーバーなどで有名）
- NXPセミコンダクターズ

### フィンランド
- ノキア

### スウェーデン
- エレクトロラックス
- エリクソン

### スイス
- アセア・ブラウン・ボベリ (ABB)
- TEコネクティビティ
- シンドラー
- ランディス・ギア

### イギリス
- ダイソン

### トルコ
- アルチェリッキ（アーチェリック）

## 日本の電機メーカー
事業領域によって便宜上以下に分類する。そのため、事業分野を直接明示していない企業も含まれることに注意されたい。
事業領域が以下の分類において複数にまたがっているものについては、収益の高い分野に分類する。併記の売上高は、特筆がない限り2024年3月期決算（連結）。
電気機器の製造を中心事業とする売り上げ上
位10社は、日立製作所、ソニーグループ、パナソニックホールディングス、三菱電機、キヤノン、富士通、日本電気（NEC）、東芝、 シャープ、東京エレクトロンの順である。

### 総合電機メーカー
家電などの家庭向け製品に加え、電力機器や輸送機器、産業機器などの社会インフラ系の電機製品、重工業を手がけることが特徴である。ただし海外企業との競争激化により家電部門を海外企業に売却するなど事業再編の動きも見られる。
- 日立製作所（売上高: 9兆7287億円）- 電力機器・輸送機器・産業機器・医療機器・家電・ITサービス
- 三菱電機（売上高: 5兆2579億円）- 電力機器・輸送機器・産業機器・住宅設備・車載装置・家電・人工衛星
- 東芝（売上高: 3兆2858億円）  - 電力機器・輸送機器・半導体製造装置
  - 東芝ライフスタイル - 家電（中国家電大手美的グループに売却したが、製品の多くは「TOSHIBA」の名を冠して売られている）

### 家電メーカー
中韓企業との競争が激しい分野であり、競合相手として韓国企業のサムスン電子、LGエレクトロニクス、中国企業のハイアール、美的グループなどが挙げられる。シャープは台湾フォックスコン・テクノロジー・グループのホンハイ傘下である。
- パナソニックホールディングス（売上高：8兆4964億円）- 総合家電・産業機器・住宅設備・車載装置・アビオニクス
- シャープ（売上高：2兆3219億円）- 総合家電・電卓・スマートフォン（AQUOS）・パソコン

かつて存在した家電メーカー
- 三洋電機 - 「サンヨー」ブランドは家電以外でも知られ、コインランドリー向け業務用洗濯機では国内でトップシェアを誇っていた。2011年（平成23年）4月1日付でパナソニックの完全子会社となり、両社で重複する冷蔵庫部門はハイアールとの合弁企業、洗濯機部門はハイアールへ売却され、それぞれが改称、会社分割、吸収合併を経て統合され、「アクア」となった。

### 情報・通信機器メーカー
- 富士通（売上高: 3兆7560億円）- 通信機器・サーバ・スーパーコンピュータ・ITサービス
- 日本電気 （NEC）（売上高: 3兆3800億円）- 通信機器・サーバ・スーパーコンピュータ・人工衛星・ITサービス
- 沖電気工業（売上高: 4218億円）- 通信機器
- 日本無線（売上高：1429億円）
- VAIO（売上高：358億円）
- FCNT（売上高：843億円）（2021年3月期）-富士通の携帯電話事業が独立し設立された企業、2023年5月に経営破綻し、8月に中国レノボ傘下へ

### 音響・映像機器メーカー
パイオニアおよびディーアンドエムホールディングスは海外資本傘下となっている
- ソニーグループ（売上高: 13兆207億円）- 生命保険・ゲーム機器・音響/映像機器・デジカメ・各種コンテンツ・スマートフォン（Xperia）
- パイオニア（売上高: 3654億円）- カーオーディオ (2018年3月期)
- JVCケンウッド（売上高: 3594億円）
- ディーアンドエムホールディングス

かつて存在した音響機器メーカー
- オンキヨーホームエンターテイメント - 2022年5月倒産
- 船井電機 - 2024年10月24日経営破綻

### 光学機器・精密機器メーカー
- キヤノン （売上高: 4兆1809億円）（2023年12月期） - デジカメ・プリンタ・複合機・半導体露光装置・医療機器
- 富士フイルムホールディングス（売上高: 2兆9609億円）
  - 富士フイルム - デジカメ 主力は化学メーカーとして分類される
  - 富士フイルムビジネスイノベーション - プリンタ・複合機
- 京セラ（売上高: 2兆42億円）- プリンタ・複合機・太陽電池・電子部品・スマートフォン
- リコー（売上高: 2兆3489億円）- デジカメ・プリンタ・複合機
- セイコーエプソン（売上高: 1兆3139億円）- プリンタ・スキャナ・プロジェクタ・ウォッチ・電子部品
- コニカミノルタ（売上高: 1兆1599億円）
- オリンパス（売上高: 9362億円）
- ブラザー工業(売上高: 8229億円)
- ニコン（売上高: 7172億円)
- HOYA（売上高: 7626億円）
- カシオ計算機（売上高: 2688億円）- ウォッチ・電卓・電子辞書・電子楽器
- OMデジタルソリューションズ - オリンパスから分社化されたデジカメ事業
- Xacti - 三洋から分社化されたデジカメ事業

### 重電メーカー・電力機器メーカー
- 富士電機（売上高: 1兆1032億円）: 総合重電
- 明電舎（売上高: 2878億円）: 総合重電
- ダイヘン（売上高: 1885億円）: 変圧器
- 日新電機（売上高: 1321億円）（2022年3月期）: 総合重電
- 東光高岳（売上高: 1073億円）
- シンフォニアテクノロジー：総合重電
- 日東工業: 分電盤
- 愛知電機
- 戸上電機製作所: 電力用開閉器
- 指月電機製作所: 電力用コンデンサ
- エナジーサポート: 電力用開閉器
- かわでん: 配電盤
- 大垣電機:　電力用開閉器、受変電設備

### 照明器具メーカー
- 日立グローバルライフソリューションズ
- 東芝ライテック
- 三菱電機照明（三菱オスラム）
- ホタルクス
- 大光電機
- 小泉成器
- 山田照明
- オーデリック
- 日照
- 星和電機

### 空調機器メーカー
- ダイキン工業 （売上高: 4兆3953億円）: エアコン・空気清浄機・冷凍機
- パナソニック エコシステムズ
- 日立ジョンソンコントロールズ空調
- 東芝キヤリア
- 富士通ゼネラル （売上高: 743億円）
- トヨトミ
- コロナ （売上高: 820億円）
- ダイニチ工業 （売上高: 196億円）
- サンデン
- 長府製作所 （売上高: 497億円）（2022年12月期）
- ニッセイ

かつて存在した空調機器メーカー 
- サンポット

### ゲーム機器メーカー
- ソニー・インタラクティブエンタテインメント (SIE, 旧ソニーコンピュータエンタテインメント=SCE)（売上高: 1兆937億円）
- 任天堂（売上高: 1兆6718億円）
- バンダイナムコエンターテインメント
- コナミデジタルエンタテインメント
- セガサミーホールディングス
- タイトー

### 重工系メーカー
- 三菱重工業 （航空宇宙分野等の一部事業で三菱電機と技術提携している。また、三菱電機とエアコンなど複数の事業で競合している）　（売上高: 4兆6571億円）
- SUBARU (旧・富士重工業)（売上高; 2兆8302億円）
- 川崎重工業（売上高: 2兆834億円）
- IHI (旧・石川島播磨重工業)（売上高: 1兆4932億円）
- 三井E&S

### 自動車メーカー
- トヨタ自動車
- 本田技研工業 (HONDA)
- 日産自動車
  - 三菱自動車工業
- デンソー: カーエレクトロニクス

### メカトロニクス系メーカー
- ファナック
- 安川電機
- 住友重機械工業
- 芝浦機械
- 永興電機工業

### 電子部品メーカー
- 京セラ
- ルネサス エレクトロニクス: システムLSI
- キオクシア
- ミツミ電機
- 日本ケミコン: コンデンサ
- ローム
- ジーエス・ユアサコーポレーション: バッテリ
- TDK
- オムロン
- 横河電機
- 新日本無線
- ウシオ電機
- ニチコン: コンデンサ
- ニデック: モーター
- キーエンス
- アルプスアルパイン
- ミネベアミツミ
- KOA
- 浜松ホトニクス
- 住友電気工業
- 古河電気工業
- フジクラ
- プロテリアル
- 日新電機
- 村田製作所
- 日亜化学工業
- 凸版印刷
- 大日本印刷
- NISSHA

ほか

### 信号機及び道路・鉄道交通関連機器メーカー
- 小糸工業
- 京三製作所
- 三協高分子
- 信号電材
- 星和電機
- 名古屋電機工業
- 日本信号
- 東洋電機製造
- 大同信号

### 関連する団体
- 日本電機工業会（JEMA・業界団体）
- 電子情報技術産業協会（JEITA・業界団体）
- 全日本電機・電子・情報関連産業労働組合連合会（電機連合：電機メーカの労働組合）
- 全国電機商業組合連合会（地域電器店が加盟する業界団体）